# Kombinacja norweska na Mistrzostwach Świata Juniorów w Narciarstwie Klasycznym 2012
Kombinacja norweska na 32. Mistrzostwach Świata Juniorów odbywała się w dniach 22 - 25 lutego 2012 roku w tureckim Erzurum. Zawodnicy rywalizowali w trzech konkurencjach: sprincie, zawodach metodą Gundersena oraz zawodach drużynowych.

## Wyniki

### Gundersen HS108/10 km
22 lutego 2012 r.
| Pozycja | Zawodnik            | Narodowość | Czas    |
| ------- | ------------------- | ---------- | ------- |
|         | Mattia Runggaldier  | Włochy     | 26:50.8 |
|         | Manuel Faißt        | Niemcy     | 26:57.3 |
|         | Michael Schuller    | Niemcy     | 27:00.6 |
| 4.      | Christian Artl      | Niemcy     | 27:15.5 |
| 5.      | Espen Andersen      | Norwegia   | 27:23.3 |
| 6.      | Øystein Granbu Lien | Norwegia   | 27:23.5 |
| 7.      | Mikke Leinonen      | Finlandia  | 27:25.3 |
| 8.      | Wiaczesław Barkow   | Rosja      | 27:31.8 |
| 9.      | Alexander Brandner  | Austria    | 27:35.4 |
| 10.     | Philipp Orter       | Austria    | 27:38.1 |

### Sprint HS108/5 km
25 lutego 2012 r.
| Pozycja | Zawodnik            | Narodowość        | Czas    |
| ------- | ------------------- | ----------------- | ------- |
|         | Øystein Granbu Lien | Norwegia          | 12:52.9 |
|         | Ilkka Herola        | Finlandia         | 13:03.1 |
|         | Espen Andersen      | Norwegia          | 13:08.9 |
| 4.      | Gō Yamamoto         | Japonia           | 13:13.5 |
| 5.      | Mikke Leinonen      | Finlandia         | 13:15.8 |
| 6.      | Jewgienij Klimow    | Rosja             | 13:17.1 |
| 7.      | Adam Cieślar        | Polska            | 13:18.6 |
| 8.      | Franz-Josef Rehrl   | Austria           | 13:20.1 |
| 9.      | Michael Ward        | Stany Zjednoczone | 13:20.9 |
| 10.     | Manuel Faißt        | Niemcy            | 13:21.6 |

### Sztafeta HS108/4x5 km
24 lutego 2012 r.
| Pozycja | Państwo           | Zawodnicy                                                          | Czas    |
| ------- | ----------------- | ------------------------------------------------------------------ | ------- |
|         | Austria           | David Pommer Franz-Josef Rehrl Alexander Brandner Philipp Orter    | 51:16.9 |
|         | Włochy            | Samuel Costa Roberto Tomio Manuel Maierhofer Mattia Runggaldier    | 51:31.0 |
|         | Niemcy            | Christian Artl Tobias Simon Michael Schuller Manuel Faißt          | 51:52.2 |
| 4.      | Norwegia          | Audun Hokholt Sindre Ure Søtvik Øystein Granbu Lien Espen Andersen | 52:10.1 |
| 5.      | Rosja             | Samir Mastjew Aleksiej Gubin Jewgienij Klimow Wiaczesław Barkow    | 52:41.0 |
| 6.      | Finlandia         | Arttu Ålander Ilkka Herola Ville Heikkinen Mikke Leinonen          | 53:22.3 |
| 7.      | Polska            | Paweł Słowiok Adam Cieślar Andrzej Gąsienica Stanisław Biela       | 53:45.6 |
| 8.      | Stany Zjednoczone | Michael Ward Erik Lynch Clifford Field Adam Loomis                 | 54:07.5 |
| 9.      | Japonia           | Toshihisa Denda Takuya Kaga Gō Yamamoto Takehiro Watanabe          | 54:24.9 |
| 10.     | Francja           | Theo Hannon Hugo Buffard Thomas Strappazzon Nicolas Didier         | 55:16.9 |

## Klasyfikacja medalowa
| Miejsce | Państwo   |   |   |   | złoto · srebro · brąz |
| ------- | --------- | - | - | - | --------------------- |
| 1.      | Włochy    | 1 | 1 | 0 | 2                     |
| 2.      | Norwegia  | 1 | 0 | 1 | 2                     |
| 3.      | Austria   | 1 | 0 | 0 | 1                     |
| 4.      | Niemcy    | 0 | 1 | 2 | 3                     |
| 5.      | Finlandia | 0 | 1 | 0 | 1                     |